# Ruttersdorf-Lotschen
Ruttersdorf-Lotschen est une commune allemande de l'arrondissement de Saale-Holzland, Land de Thuringe.

## Géographie
|          | Schöngleina Scheiditz | Albersdorf |
| Schlöben | Ruttersdorf-Lotschen  | Bobeck     |
|          | Stadtroda             | Quirla     |

## Histoire
Ruttersdorf est mentionné pour la première fois en 1216, Lotschen en 1406.